# Cerophysa warisan
Cerophysa warisan es un coleóptero de la familia Chrysomelidae.
Fue descrita científicamente en 2003 por Mohamedsaid.